# Фрідріх Кристіан
Фрідріх Кристіан Леопольд Йоганн Георг Франц Ксавер Саксонський (нім. Friedrich Christian Leopold Johann Georg Franz Xaver von Sachsen; 5 вересня 1722, Дрезден — 17 грудня 1763, Дрезден) — 22-й курфюрст Саксонії з Альбертинської лінії Веттинів.
Його батько — Фрідріх Август II, Курфюрст Саксонії і Король Польщі під ім'ям Август III, мати — Марія Жозефа Австрійська.

## Біографія
З народження Фрідріх був слабкою дитиною, страждаючи від невеликого паралічу в одній нозі. Його мати неодноразово намагалася переконати його прийняти чернечу клятву, відмовившись від прав успадкування на користь молодших братів.
Рання смерть старших братів (Фрідріх Август помер в 1721 році, а Йосип Август в 1728 рік) зробила його спадкоємцем престолу. 5 жовтня 1763 року з смертю свого батька, Фрідріх Крістіан став курфюрстом Саксонії.
Він був відкритий для ідей епохи Просвітництва, а також володів музичним талантом.
Одним зі своїх перших актів, Фрідріх відсторонив від влади прем'єр-міністра Брюля через його непопулярність. Рішення було зумовлене не тільки невдалою економічною політикою, а й зовнішньою, через яку Саксонія була втягнута в Семирічну війну.
Курфюрст зайнявся відновленням фінансової системи Саксонії за допомогою своїх реформ. Йому вдалося відновити спустошену війною країну, знизити витрати на судову систему і спростити уряд з економічних принципів.
Фрідріх Крістіан став курфюрстом в жовтні 1763, але після всього двох місяців правління помер від віспи.

## Родина
Дружина — Марія Антонія Баварська
Діти:
- Фрідріх Август I (1750—1827) — курфюрст Саксонський і пізніше король Саксонії, герцог Варшавський
- Карл Максимілан (1752—1781)
- Йозеф (1754—1763)
- Антон I (1755—1836) — король Саксонії;
- Марія Амалія (1757—1831) — одружена з Карлом II Августом Біркенфельд-Бішвейлерським
- Максиміліан (1759—1838)
- Тереза Марія (1761—1820)